# Овсянніки (Слободський район)
Овся́нніки (рос. Овсянники) — присілок у складі Слободського району Кіровської області, Росія. Входить до складу Бобінського сільського поселення.
Населення становить 10 осіб (2010, 10 у 2002).
Національний склад станом на 2002 рік — росіяни 100 %.